# MyPhoneExplorer
MyPhoneExplorer (MPE) ist ein Freeware-Programm, das der Synchronisation von Sony-Ericsson- und Android-Mobiltelefonen oder -Tabletcomputern mit einem Windows-PC dient. Es bietet zudem Zugriff auf den internen Speicher des Mobiltelefons und eine eventuell eingelegte Speicherkarte und ermöglicht SMS vom PC aus zu lesen, zu schreiben und zu verschicken, sowie Profileinstellungen und die Organizerfunktionen zu ändern. Über ein USB-Kabel lassen sich Android-Handys am PC fernsteuern. Auch die Synchronisation mit Exchange-Postfächern ist damit möglich.

## Funktionsumfang

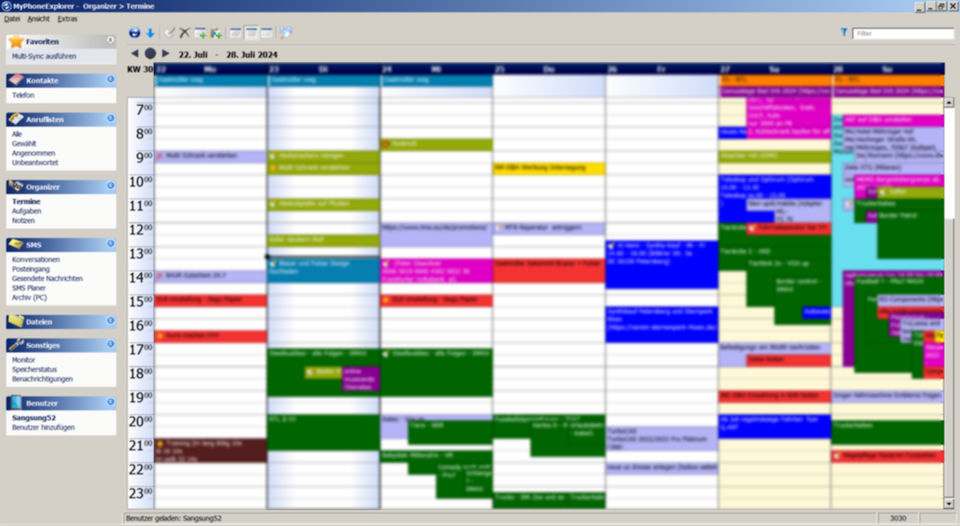
Kalenderansicht mit Terminen

Mit einer bestehenden Verbindung zwischen Mobiltelefon und PC über USB-Kabel, WLAN, Bluetooth oder Infrarot können das Adressbuch, die SMS-Kurznachrichten und die abgespeicherten Termine sowie Kalendereinträge und Notizen synchronisiert werden. Termine und Kalendereinträge werden nicht nur in der Software selbst verwaltet, sondern können auch mit dem Kalender von Google, Mozilla Sunbird, Microsoft Outlook und einigen mehr synchronisiert werden. Bei den Kontakten ist eine Synchronisation mit Mozilla Thunderbird, Microsoft Outlook, Web.de, dem Samsung Account und den Google Kontakten möglich. Mit MPE ist es auch möglich, das Mobiltelefon vom PC aus zu steuern und z. B. die PC-Tastatur für die SMS-Texteingabe zu verwenden. Weiterhin zeigt MPE dem Benutzer einige technische Telefondaten (Akku-Ladezustand, IMEI, IMSI, LAC, Signalstärke des Netzes, interner und externer Speicherstatus) an.
Außerdem können über den integrierten Dateimanager alle Dateien, die sich auf dem Handy befinden, verwaltet werden. Ein automatischer Abgleich der Fotos auf dem Handy ist ebenso möglich.
Für die Zusammenarbeit mit Android-Geräten muss die App „MyPhoneExplorer Client“ z. B. aus dem Google-Play-Store geladen werden. Für den Betrieb per USB-Kabel ist darüber hinaus die Aktivierung des USB-Debugging erforderlich, das jedoch Sicherheitsrisiken mit sich bringt.
Das Programm ist in 39 Lokalisierungen (Sprachversionen) verfügbar.
In der Vergangenheit wurden immer wieder verschiedene unerwünschte Programme wie Adware und Browser-Hijacker in den Download integriert, wodurch MyPhoneExplorer häufig von Antivirenprogrammen als schädlich eingestuft wurde. Die Installation dieser für die Funktion von MyPhoneExplorer nicht erforderlichen Programme konnte jedoch verweigert werden. Seit März 2015 ist der Download frei von jeglichen unerwünschten Programmen.

## Unterstützte Modelle
Der MyPhoneExplorer wurde ursprünglich für Sony Ericssons K700, K750 (D750) und das Walkman-Modell W800 optimiert, funktioniert aber mit fast allen aktuellen Geräten des Herstellers problemlos, z. B. K800, K850.
Seit der Version 1.7.0 funktioniert MyPhoneExplorer auch mit Symbian-basierenden Handys von Sony Ericsson (P990, P1, M600, W950, W960).
Seit der Version 1.8.0 unterstützt der MyPhoneExplorer alle Handys mit dem Betriebssystem Android, egal ob diese von Sony Ericsson oder einem anderen Hersteller stammen.
Mit dem Xperia X1 und Xperia X2 ist MyPhoneExplorer dagegen nicht kompatibel, da diese das Betriebssystem Microsoft Windows Mobile nutzen.